# Ophrys fusca
Ophrys fusca Link, 1799 è una pianta appartenente alla famiglia delle Orchidacee.

## Descrizione
È una pianta erbacea geofita bulbosa, alta 10–30 cm, con foglie inferiori larghe e corte disposte a rosetta e 1-2 foglie cauline inguainanti il fusto.
L'infiorescenza, lassa, comprende da 2 a 8 fiori con sepali verdastri ad apice arrotondato e petali di colore da giallo a bruno, oblunghi, a margini ondulati, con apice ottuso o tronco. Il labello è trilobato, convesso, brunastro, con un sottile margine glabro di colore giallastro, e un disegno ampio, bilobato, di colore da grigiastro a bluastro. Il ginostemio è corto, con apice ottuso
Fiorisce dalla fine di gennaio a metà giugno.

## Biologia
Si riproduce per impollinazione entomofila ad opera di imenotteri del genere Andrena (A. ovatula, A. nigroaenea, A. flavipes).

## Distribuzione e habitat
È diffusa in Europa meridionale (Portogallo, Spagna, Francia, Italia e Grecia) e Nordafrica.

In Italia è diffusa su quasi tutta la penisola (eccetto le regioni nord-orientali), in Sicilia e in Sardegna.
Predilige macchie, garighe e prati assolati, dal livello del mare fino a 1450 m di altitudine.

## Tassonomia
Sono note le seguenti sottospecie:
- Ophrys fusca subsp. fusca - sottospecie nominale
- Ophrys fusca subsp. blitopertha (Paulus & Gack) Faurh. & H.A.Pedersen
- Ophrys fusca subsp. cinereophila (Paulus & Gack) Faurh.
- Ophrys fusca subsp. iricolor (Desf.) K.Richt.
- Ophrys fusca subsp. pallida (Raf.) E.G.Camus

### Sinonimi
La variabilità morfologica di questa entità ha fatto si che essa venisse descritta da molti Autori con diverse nomenclature, tutte attualmente ritenute sinonimi della sottospecie nominale:
- Ophrys africana G.Foelsche & W.Foelsche
- Ophrys akhdarensis (B.Baumann & H.Baumann) P.Delforge
- Ophrys arnoldii P.Delforge
- Ophrys attaviria D.Rückbr., U.Rückbr., Wenker & S.Wenker
- Ophrys attaviria var. cesmeensis (Kreutz) P.Delforge
- Ophrys attaviria subsp. cesmeensis Kreutz
- Ophrys attaviria f. eptapigiensis (Paulus) P.Delforge
- Ophrys attaviria f. thracica (Kreutz) P.Delforge
- Ophrys bilunulata Risso
- Ophrys bilunulata subsp. caesiella (P.Delforge) Paulus
- Ophrys bilunulata subsp. kalirachiensis Paulus, M.Hirth & Dimadis
- Ophrys bilunulata subsp. punctulata (Renz) Paulus
- Ophrys bilunulata subsp. sancti-isidorii (A.Saliaris, Saliaris & A.Alibertis) Paulus
- Ophrys caesiella P.Delforge
- Ophrys calocaerina Devillers-Tersch. & Devillers
- Ophrys cesmeensis (Kreutz) P.Delforge
- Ophrys clara F.M.Vázquez & S.Ramos
- Ophrys creberrima Paulus
- Ophrys cressa Paulus
- Ophrys creticola Paulus
- Ophrys decembris S.Moingeon & J.-M.Moingeon
- Ophrys delforgei Devillers-Tersch. & Devillers
- Ophrys dianica M.R.Lowe, J.Piera, M.B.Crespo & J.E.Arnold
- Ophrys eptapigiensis Paulus
- Ophrys fabrella Paulus & Ayasse ex P.Delforge
- Ophrys fenarolii Ferlan
- Ophrys ficuzzana H.Baumann & Künkele
- Ophrys flammeola P.Delforge
- Ophrys forestieri Lojac.
- Ophrys fusca subsp. akhdarensis B.Baumann & H.Baumann
- Ophrys fusca subsp. arnoldii (P.Delforge) Kreutz
- Ophrys fusca subsp. attaviria (D.Rückbr., U.Rückbr., Wenker & S.Wenker) Kreutz
- Ophrys fusca subsp. bilunulata (Risso) Kreutz
- Ophrys fusca subsp. caesiella (P.Delforge) Kreutz
- Ophrys fusca subsp. calocaerina (Devillers-Tersch. & Devillers) Kreutz
- Ophrys fusca subsp. cesmeensis (Kreutz) Kreutz
- Ophrys fusca subsp. clara (F.M.Vázquez & S.Ramos) F.M.Vázquez
- Ophrys fusca subsp. creberrima (Paulus) H.Kretzschmar
- Ophrys fusca subsp. cressa (Paulus) H.Kretzschmar
- Ophrys fusca subsp. creticola (Paulus) H.Kretzschmar
- Ophrys fusca subsp. delforgei (Devillers-Tersch. & Devillers) Kreutz
- Ophrys fusca var. distincta F.M.Vázquez
- Ophrys fusca subsp. eptapigiensis (Paulus) Kreutz
- Ophrys fusca subsp. fabrella (Paulus & Ayasse ex P.Delforge) Kreutz
- Ophrys fusca subsp. flammeola (P.Delforge) Kreutz
- Ophrys fusca subsp. gackiae (P.Delforge) Kreutz
- Ophrys fusca subsp. gazella (Devillers-Tersch. & Devillers) Kreutz
- Ophrys fusca subsp. laureotica Kalog., Delipetrou & A.Alibertis
- Ophrys fusca subsp. leucadica (Renz) H.Kretzschmar
- Ophrys fusca subsp. limensis F.M.Vázquez
- Ophrys fusca subsp. lindia (Paulus) Kreutz
- Ophrys fusca subsp. lindleyana F.M.Vázquez
- Ophrys fusca subsp. lucana (P.Delforge, Devillers-Tersch. & Devillers) Kreutz
- Ophrys fusca subsp. lucentina (P.Delforge) Kreutz
- Ophrys fusca subsp. lucifera (Devillers-Tersch. & Devillers) Kreutz
- Ophrys fusca subsp. lupercalis (Devillers-Tersch. & Devillers) Kreutz
- Ophrys fusca var. lutea F.M.Vázquez
- Ophrys fusca var. lutescens F.M.Vázquez
- Ophrys fusca var. maculata Balayer
- Ophrys fusca subsp. maghrebiaca Kreutz, Rebbas, Babali, Miara & Ait-Hamm.
- Ophrys fusca subsp. marmorata (G.Foelsche & W.Foelsche) Kreutz
- Ophrys fusca subsp. ortuabis (M.P.Grasso & Manca) Kreutz
- Ophrys fusca subsp. parosica (P.Delforge) Kreutz
- Ophrys fusca subsp. parvula (Paulus) Kreutz
- Ophrys fusca subsp. peraiolae (G.Foelsche, W.Foelsche, M.Gerbaud & O.Gerbaud) Kreutz
- Ophrys fusca subsp. perpusilla (Devillers-Tersch. & Devillers) Kreutz
- Ophrys fusca subsp. persephonae (Paulus) Kreutz
- Ophrys fusca subsp. phaseliana (D.Rückbr. & U.Rückbr.) Kreutz
- Ophrys fusca subsp. proxima (C.E.Hermos., Benito & Soca) F.M.Vázquez
- Ophrys fusca lusus ramosis F.M.Vázquez
- Ophrys fusca var. rubescens Balayer
- Ophrys fusca subsp. sabulosa (Paulus & Gack ex P.Delforge) Kreutz
- Ophrys fusca subsp. sancti-isidorii A.Saliaris, Saliaris & A.Alibertis
- Ophrys fusca subsp. thracica Kreutz
- Ophrys fusca subsp. thriptiensis (Paulus) H.Kretzschmar
- Ophrys gackiae P.Delforge
- Ophrys × gauthieri nothosubsp. fenarolii (Ferlan) H.Baumann & Künkele
- Ophrys gazella Devillers-Tersch. & Devillers
- Ophrys iricolor subsp. lojaconoi (P.Delforge) Kreutz
- Ophrys kedra Paulus
- Ophrys laetea Willk. & Lange
- Ophrys leucadica Renz
- Ophrys lindia Paulus
- Ophrys lindleyana H.Fleischm. ex G.Keller & Soó
- Ophrys lojaconoi P.Delforge
- Ophrys lucana P.Delforge, Devillers-Tersch. & Devillers
- Ophrys lucentina P.Delforge
- Ophrys lucifera Devillers-Tersch. & Devillers
- Ophrys lupercalis Devillers-Tersch. & Devillers
- Ophrys lutea var. subfusca Rchb.f.
- Ophrys maghrebiaca (Kreutz, Rebbas, Babali, Miara & Ait-Hamm.) P.Delforge
- Ophrys malacitana M.R.Lowe, I.Phillips & Paulus
- Ophrys marmorata G.Foelsche & W.Foelsche
- Ophrys marmorata subsp. caesiella (P.Delforge) Véla & R.Martin
- Ophrys meropes P.Delforge
- Ophrys myodes Lapeyr.
- Ophrys ortuabis M.P.Grasso & Manca
- Ophrys pallidula Paulus
- Ophrys parosica P.Delforge
- Ophrys parosica var. phaseliana (D.Rückbr. & U.Rückbr.) P.Delforge
- Ophrys parvula Paulus
- Ophrys pelinaea P.Delforge
- Ophrys peraiolae G.Foelsche, W.Foelsche, M.Gerbaud & O.Gerbaud
- Ophrys peraiolae var. rubra G.Foelsche, W.Foelsche, M.Gerbaud & O.Gerbaud
- Ophrys perpusilla Devillers-Tersch. & Devillers
- Ophrys persephonae Paulus
- Ophrys phaidra Paulus
- Ophrys phaseliana D.Rückbr. & U.Rückbr.
- Ophrys pratesii Gennaio, M.Gargiulo, Chetta & Medagli
- Ophrys proxima C.E.Hermos., Benito & Soca
- Ophrys pseudomigoutiana R.Martin, Véla & Ouni
- Ophrys punctulata Renz
- Ophrys rueckbrodtiana W.Hahn
- Ophrys sabulosa Paulus & Gack ex P.Delforge
- Ophrys sancti-isidorii (A.Saliaris, Saliaris & A.Alibertis) P.Delforge
- Ophrys sicula var. flammeola (P.Delforge) Hennecke
- Ophrys subfusca (Rchb.f.) Hausskn.
- Ophrys subfusca subsp. fenarolii (Ferlan) Del Prete
- Ophrys subfusca subsp. flammeola (P.Delforge) Kreutz
- Ophrys subfusca subsp. lucentina (P.Delforge) Kreutz
- Ophrys subfusca subsp. persephonae (Paulus) Kreutz
- Ophrys theophrasti Devillers & Devillers-Tersch.
- Ophrys thracica (Kreutz) Devillers & Devillers-Tersch.
- Ophrys thriptiensis Paulus
- Ophrys tricolor Desf. ex Nyman
- Ophrys varinoi Soca